# Арсёнов, Герман Павлович
Герман Павлович Арсёнов (род. 23 октября 1933) — советский хоккеист, нападающий.

## Биография
Выступал за команды «Локомотив» Москва (1956/57), ЛИИЖТ (1956/57 — 1957/58), «Кировец» Ленинград (1958/59 — 1961/62). В классе «А» провёл четыре сезона (1956/57, 1958/59, 1960/61 — 1961/62).